# Wallace Duffy
Wallace Duffy (* 12. April 1999) ist ein schottischer Fußballspieler, der zuletzt bei Inverness Caledonian Thistle unter Vertrag stand.

## Karriere

### Verein
Wallace Duffy begann seine Karriere bei den Glasgow Rangers, bevor er innerhalb seiner Jugendzeit zum Erzrivalen Celtic Glasgow wechselte. Er spielte zuletzt für die U20-Mannschaft der Bhoys, wo er unter anderem Spiele im Scottish League Challenge Cup absolvierte. Nachdem sein Vertrag in Glasgow ausgelaufen war, unterschrieb er im Juni 2019 einen Vertrag beim schottischen Erstligisten FC St. Johnstone. In seiner ersten Profisaison absolvierte er für den Klub aus Perth elf Ligaspiele in der Scottish Premiership. Im Oktober 2020 wurde sein Vertrag bei St. Johnstone aufgelöst. Später in diesem Monat unterschrieb er einen Vertrag beim Zweitligisten Inverness Caledonian Thistle. Mit dem Zweitligisten erreichte er 2023 das Finale im schottischen Pokal, das er mit der Mannschaft gegen Celtic Glasgow mit 1:3 verlor.

### Nationalmannschaft
Wallace Duffy spielte von 2015 bis 2016 dreimal für die Schottische U17-Nationalmannschaft und erzielte ein Tor gegen Italien. Ab dem Jahr 2017 war er in der U19 aktiv und absolvierte sieben Länderspiele, bei denen er einmal gegen Luxemburg traf.